# بيت عزالدين (عبس)

تعديل مصدري - تعديل

بيت عزالدين هي إحدى قرى عزلة مطولة بمديرية عبس التابعة لمحافظة حجة، بلغ تعداد سكانها 121 نسمة حسب تعداد اليمن لعام 2004.